# Tabu Recordings
Ne doit pas être confondu avec Tabu Records.
Tabu Recordings est un label indépendant norvégien de heavy metal, basé à Oslo. 

## Histoire
Le label est fondé en 2003 et appartient à Tuba Records, un important distributeur musical indépendant scandinave. Le label se concentre sur la sortie de produits de groupes norvégiens de heavy metal.
En 2006, la société réalise un chiffre d'affaires d'environ 13 millions de couronnes norvégiennes et, le 31 décembre 2006, Bonnier Amigo Music Norway acquiert 100 % des actions de Tuba Records.

## Groupes et artistes
- Battered
- Benea Reach
- Einherjer
- Enslaved (jusqu'en 2008[2])
- Goat the Head
- Funeral (2006)[3]
- Keep of Kalessin (2005)[1]
- Khold
- Lumsk
- Ram-Zet
- Susperia (2003)[4]
- She Said Destroy[5]
- The Deviant (2005)[6]
- Vreid
- Windir